# Gymnastiksandale

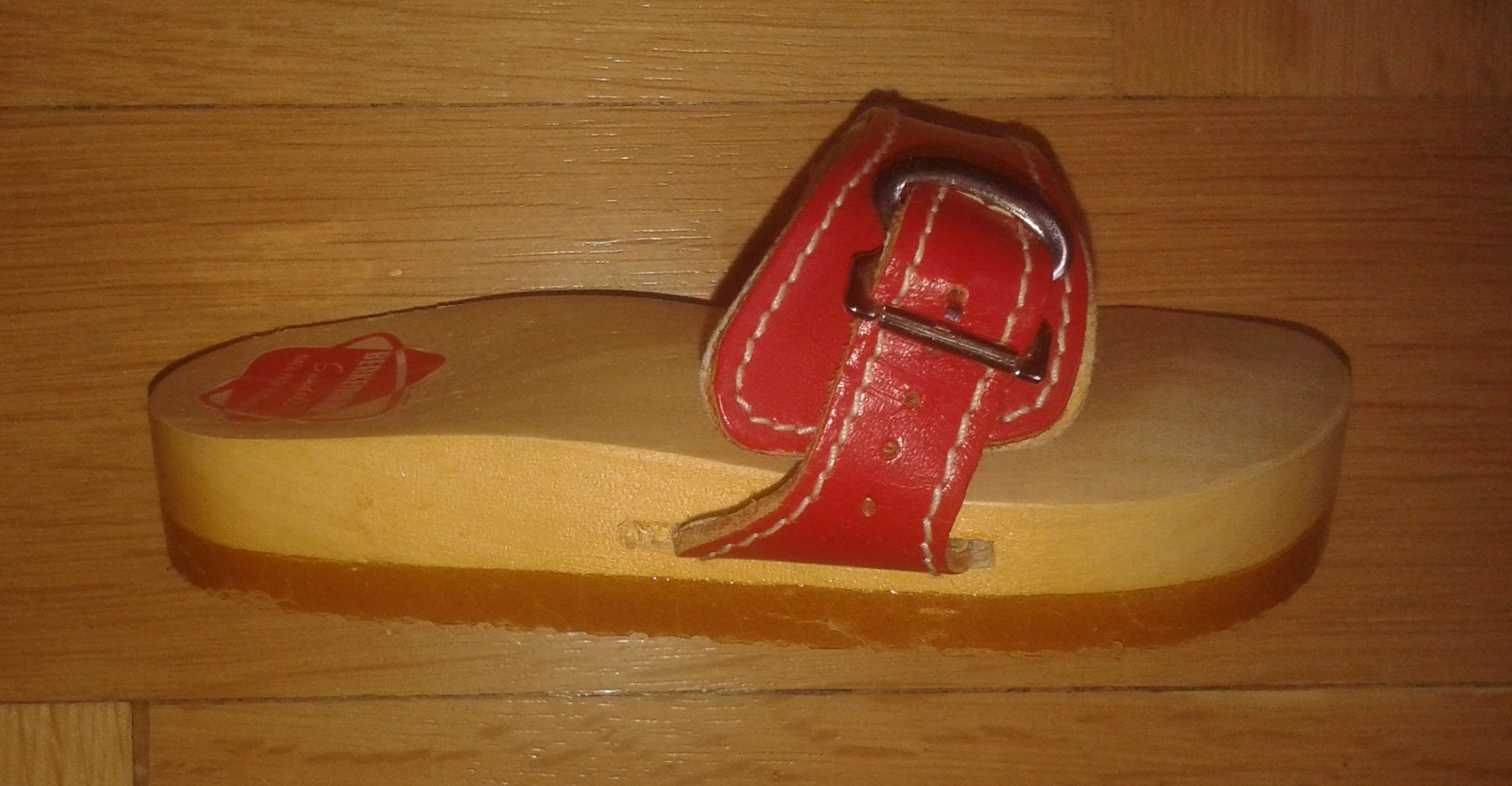
Gymnastiksandale (Berkemann) für Kinder, Schuhgröße 23, um 1970.

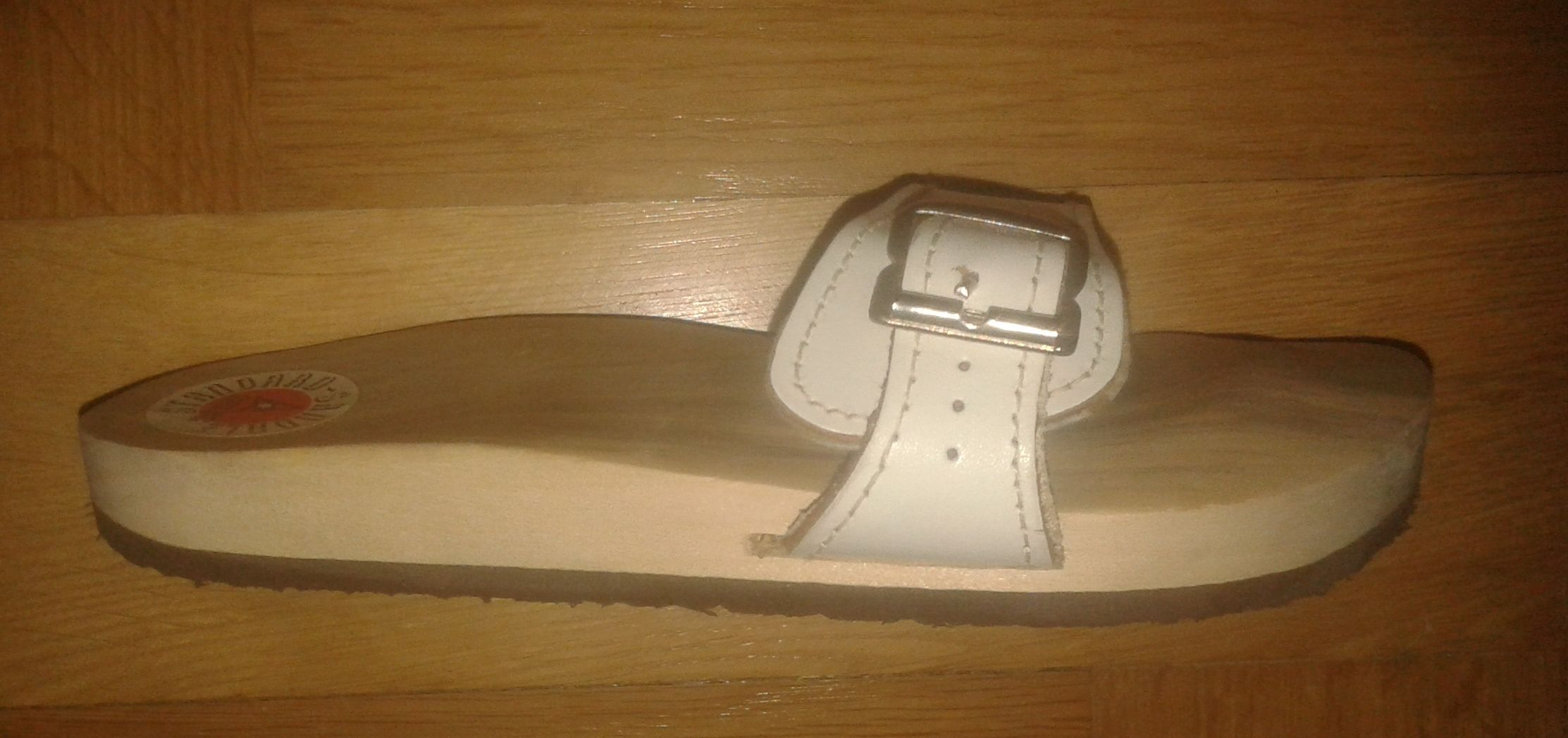
"Fußgymnastik-Sandale" (Ortho-Schuh) für Kinder, Schuhgröße 31, um 1970.

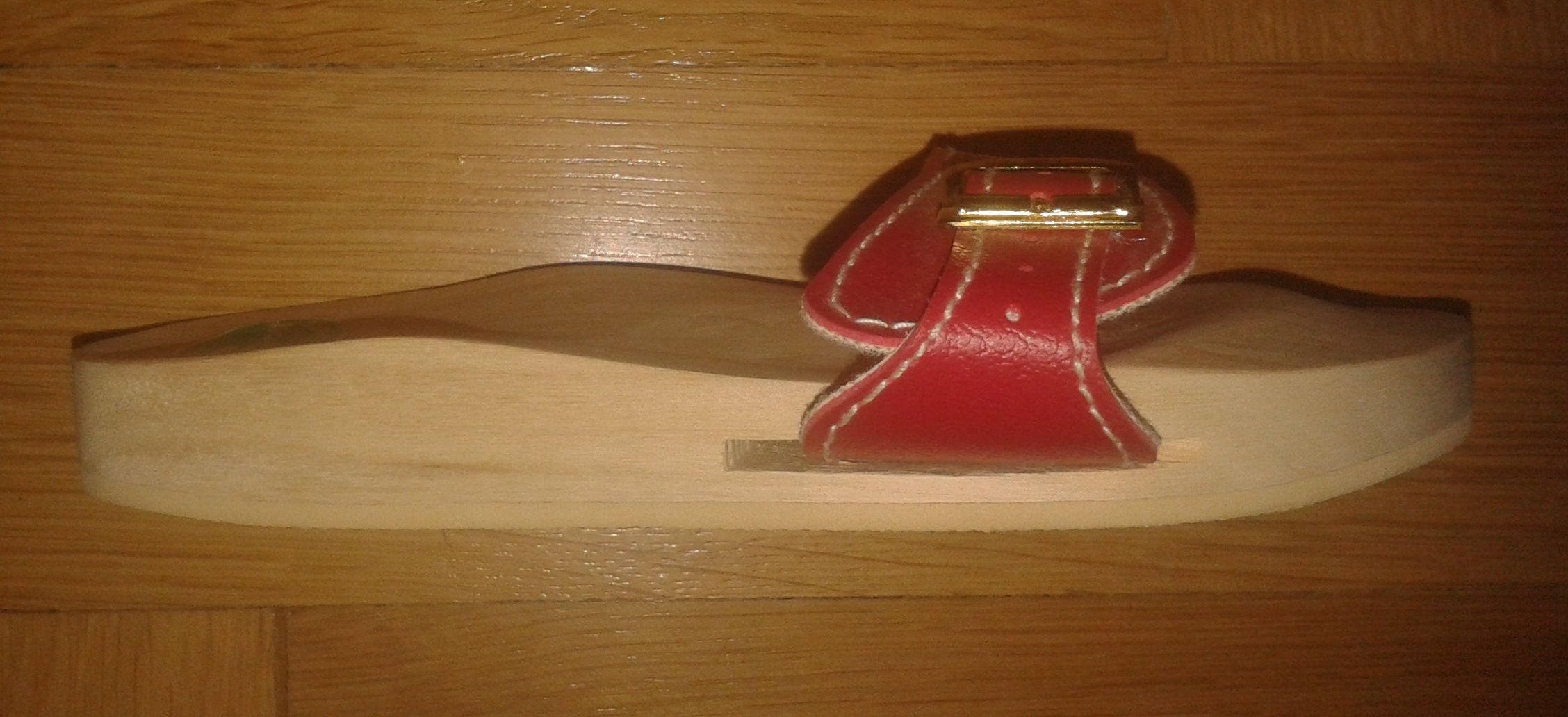
Gymnastiksandale (Wosana) für Kinder, Schuhgröße 29, um 1978.

Als Gymnastiksandale oder Fußgymnastiksandale wird eine Querriemensandale bezeichnet, der bei regelmäßigem Tragen eine orthopädische, fußgymnastische Wirkung zugeschrieben wird. Die erste Gymnastiksandale wurde Anfang der 1930er Jahre vom Hamburger Hersteller Berkemann entwickelt, der das modifizierte Modell im Jahre 1956 zum Gebrauchsmuster anmeldete. Dieses besteht aus einem anatomisch ausgeformten Holzfußbett, ursprünglich aus Eschen-, später aus Pappelholz, mit dünner Gummilaufsohle, das durch einen einzelnen Querriemen (mit Filz gepolsterter, einstellbarer Lederriemen) über dem Ballenbereich am Fuß gehalten wird. In veränderter Form und Ausstattung wird die Gymnastiksandale von Berkemann bis heute hergestellt. Ab Mitte der 1950er Jahre  haben auch andere Hersteller in Deutschland Gymnastiksandalen resp. Fußgymnastiksandalen auf den Markt gebracht, die sich bis auf die Gymnastiksandale von Birkenstock in Form, Aufbau und Material an der „Berkemann Sandale“ orientierten und dieser ähnlich waren.

## Geschichte
Gymnastiksandalen erlangten seit Mitte der 1950er Jahre größere Bekanntheit, als Berkemann sie in einer von Wilhelm Thomsen (1901–1974) weiterentwickelten Form auf den Markt brachte. Diese Sandalen gehen zurück auf die bereits Anfang der 1930er Jahre von Kurt Wießner (1894–1965), einem Wiener Schwimm- und Turnlehrer,  für Berkemann entwickelte und 1938 patentierte „Berkemann-Gymnastik-Sandale“, resp. „Fußgymnastik-Sandale“ („System Wießner“); deren Querriemen war noch mit Nieten am seitlichen, im Fersenbereich eingeschnittenen, halbelastischen Fußbett befestigt und schloss nach vorn mit einer schmalen Kappe ab. In der orthopädischen Fachliteratur der Zeit wird sie als „Berkemann-fußgymnastische Sandale“, „Wiessnersche Gymnastiksandale“ oder auch „Wiessner-Sandale“ bezeichnet. Anfänglich „zum Training für Sportsleute gedacht“, wurde die Gymnastiksandale u. a. in der Heeressportschule Wünsdorf als „Übungsgerät“ erprobt. Nach Georg Hohmann (1934) stellte Wilhelm Thomsen, Hohmanns Assistenz- und Oberarzt an der Orthopädischen Universitätsklinik Frankfurt, die „Wiessner-Sandale“ in seinem 1940 veröffentlichten Buch Kampf der Fußschwäche! vor und beschrieb deren „gymnastischen Übungszweck“ bzw. orthopädische Wirkung. Den Text und Schutzumschlag des Buches illustriert u. a. eine fotografische Darstellung dreier Schrittabwicklungsphasen des Fußes in der Sandale, die Thomsen als ein „ausgezeichnetes Übungsgerät für Gehgymnastik“ gerade auch bei den „Tätigkeiten des gewöhnlichen Lebens“ empfiehlt.
Die von Thomsen später dann selbst hinsichtlich des Riemens und des Fußbetts weiterentwickelte „Berkemann Fußgymnastik-Sandale“ war konzipiert als prophylaktisches Schuhwerk gegen Fußfehlstellungen und zur Stärkung der Fuß- und Wadenmuskulatur von Kindern ab dem frühen Laufalter (beginnend mit Schuhgröße 21), wurde aber von Anfang an auch für Erwachsene gefertigt und fand in allen Größen weite Verbreitung. Gymnastiksandalen wurden anfangs ausschließlich in Sanitätshäusern oder Schuhläden mit Orthopädie-Technik verkauft, die als Fachhandelspartner des Herstellers galten.
Am 21. August 1956 meldete die Firma Heinrich Adolf Berkemann das Gebrauchsmuster einer „Sandale für Gymnastikzwecke“ an; ergänzt um Neuerungen am 29. Juli 1958 („Sandale zur Aktivierung der Fußmuskulatur“), und am 25. November 1965 („Fußbett für Gymnastik-Sandalen“) mit verändertem „Zehengreifwulst“.
Die auch vom Hersteller fortan unter dem Gattungsbegriff Gymnastiksandale resp. Fußgymnastiksandale gekennzeichnete und beworbene „Berkemann Sandale nach Prof. Thomsen“ etablierte sich und lag in den 1960er Jahren im Trend. Laut Firmenangaben wurde 1970 das 25-millionste Paar verkauft.

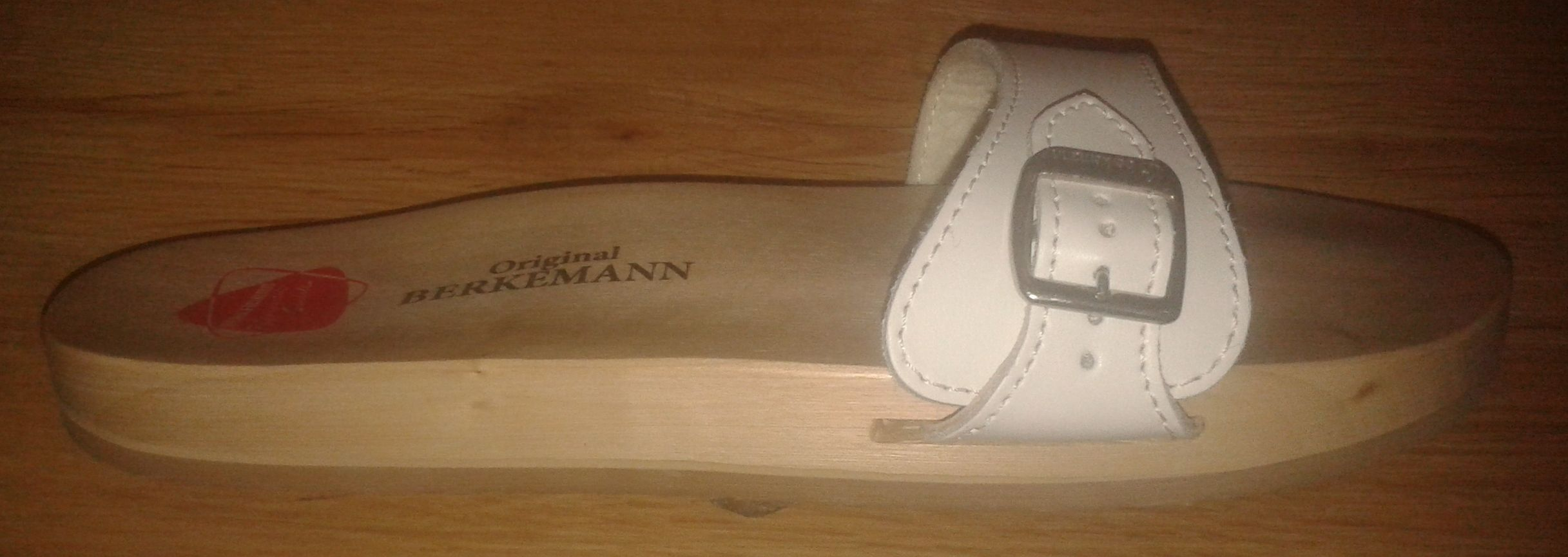
Gymnastiksandale („Berkemann Fußgymnastik-Sandale“, Art.-Nr. 100), Schuhgröße 42, heutiges Modell, 2021.

Ursprünglich gab es die Riemen der Berkemann-Sandalen nur in Rot und Weiß. Später kamen Braun, Blau und Schwarz als Standardfarben sowie eine Vielzahl anderer Farben als Sonderfarben hinzu. Außerdem gab es ein Sondermodell des Fußbetts mit einer Noppen-Auflage. Die Riemen wurden bzw. werden auch einzeln als Ersatz angeboten, weil diese im Vergleich zum Holzfußbett früher verschleißen.
Seit 2003 gibt es ein Nachfolgemodell („Berkilette“) der ursprünglichen Berkemann-Gymnastiksandale; mit flacherem Fußbett, zusätzlicher EVA-Zwischensohle und einem Querriemen aus mit Moosgummi gepolstertem Nubuk. Daneben stellt Berkemann weiterhin die „Original Sandale“ (Art.-Nr. 100) her, jedoch nur noch ab Schuhgröße 3,5 (34) und ebenfalls mit flacher ausgeformtem Fußbett.

## Andere Modelle und Hersteller
Die Firma Dr. Scholl (Chicago/USA) des Podologen William M. Scholl (1882–1968) brachte in den 1950er Jahren ein der Berkemann-Sandale ähnliches Modell einer Fußgymnastiksandale auf den Markt. William Scholl, der Enkel des Firmengründers, hatte diese Holzsandale nach dem Zweiten Weltkrieg in Europa entdeckt, produzierte und verkaufte sie als Gesundheitsschuh in den USA, gab aber wegen des geringen Erfolges wieder auf; 1958 erfolgte eine Gebrauchsmusteranmeldung in Deutschland. Mit starker Marketing- und PR-Unterstützung gelang es der Firma 1996, das Modell doch noch zu etablieren. Anders als bei der Berkemann-Sandale sind bei diesem Modell („Peskura“) die Riemen nicht austauschbar, sondern mit Nieten beziehungsweise Schrauben an der Holzsohle befestigt.
Die 1945 von Alfons Saum gegründete Schuhfabrik Alsa in Steinau-Uerzell stellte bis in die 1970er Jahre ebenfalls Gymnastiksandalen (Markenname „Alsana“) mit anatomisch geformtem Holzfußbett her, die der Berkemann-Sandale glichen.

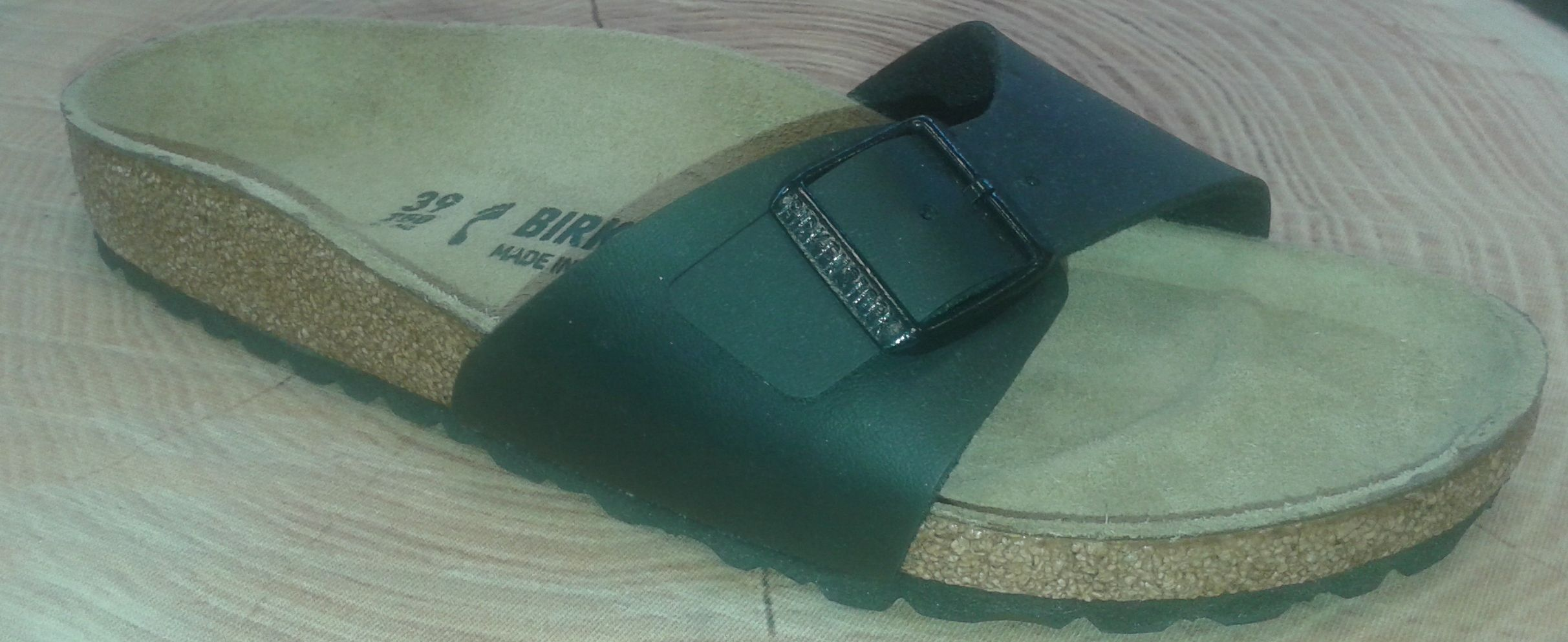
Gymnastiksandale (Birkenstock), Modell „Madrid“, Schuhgröße 39, 2021.

Im Jahr 1963 brachte Birkenstock die erste Einriemen-Sandale (Modell „Madrid“) mit Kork-Tieffußbett (Birkenstock-Fußbett) auf den Markt. Diese wurde und wird vom Hersteller ebenfalls als Gymnastiksandale bezeichnet. Bei der Gymnastiksandale von Birkenstock wird anders als bei der Berkemann-Sandale nicht nur auf das Training der Fuß- und Wadenmuskulatur gesetzt, sondern auch auf das Schonungsprinzip, d. h. der Fuß wird durch das anatomisch ausgeformte Fußbett bei der natürlichen Schrittabwicklung entlastet und unterstützt. Das Modell gibt es neuerdings auch in einer veganen Ausführung.
Die „Fußgymnastik-Sandale“ bzw. „Standard-Sandale“ des Herstellers Ortho-Schuh, der sie ohne eigenes Patent spätestens um 1970 auf den Markt brachte, hatte ein mit der „Berkemann Sandale“ nahezu identisch ausgeformtes Fußbett und unterschied sich auch sonst kaum von dieser.
Von 1977 bis Ende der 1980er Jahre fertigte die Schuhfabrik Wosana, Wolfgang Saum, Schlüchtern, in Nachfolge seines Vaters Alfons Saum Gymnastiksandalen (Markenname „Tourist“), die ebenfalls eine große Ähnlichkeit mit der klassischen „Berkemann Sandale“ der 1960er Jahre hatten.

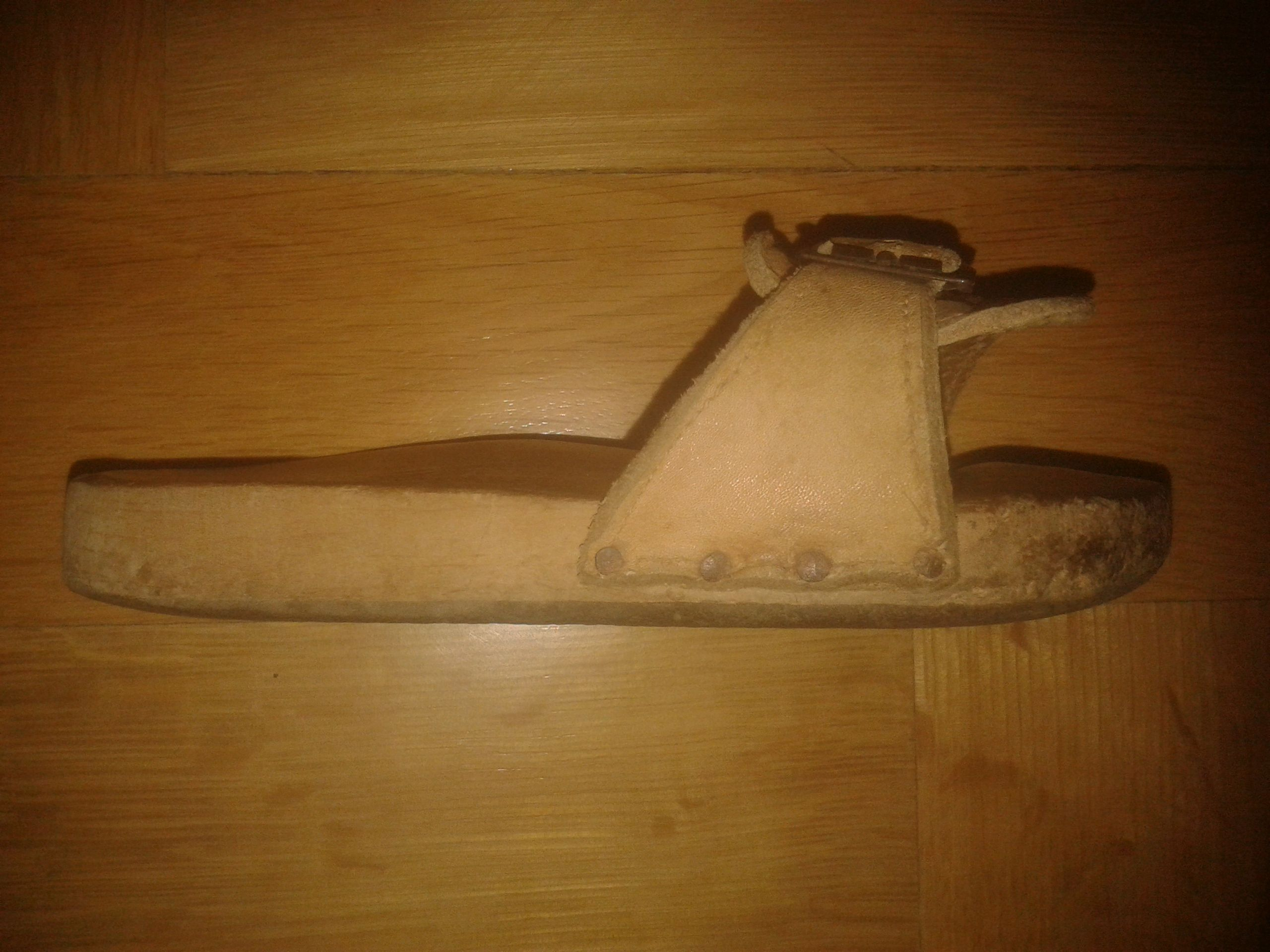
Gymnastiksandale aus der DDR, unbekannter Hersteller. Schuhgröße 28 (= DDR 19), um 1970.

Auch in der DDR wurden vom VEB Pantolette Naumburg und anderen Herstellern Gymnastiksandalen, sogenannte „Fußgymnastik-Pantoletten“, gefertigt, welche dem Berkemann-Modell ähnlich waren.

## Wirkungsweise
Die Konstruktion des Schuhs mit einem einzelnen Querriemen und dem 1965 eigens zum Gebrauchsmuster angemeldeten „Greifwulst“ erfordert bei jedem Schritt eine aktive Krallbewegung der Zehen (Greifreflex), damit die Sandale nicht vom Fuß fällt. Beim Gehen soll durch den kontinuierlichen Wechsel von Muskelanspannung und -entspannung die Muskulatur des Unterschenkels und des Fußes selbst trainiert, die Durchblutung gefördert und so diversen Fuß- (z. B. Senk- und Plattfuß) und Beinkrankheiten (z. B. Krampfadern) vorgebeugt werden; der Holzsohle wird außerdem eine klimatisierende Wirkung zugeschrieben. Voraussetzung für das Eintreten der erwünschten fußgymnastischen Wirkung der Sandale sei das regelmäßige Tragen über einen längeren Zeitraum.
Die „Fußmuskeln aktivierende Wirkung“ wurde für den Prototyp der Berkemann-Sandalen erstmals von Georg Hohmann 1934 beschrieben und von Wilhelm Thomsen 1940 näher erläutert.

## Verwendung und umgangssprachliche Bezeichnung
Die Gymnastiksandale wird von Kindern und Erwachsenen als Hausschuh oder als Sommerschuhwerk genutzt. Als Berufsbekleidung ist bzw. war sie im Bäder- und medizinischen Bereich verbreitet, entspricht aber, wie alle Schuhe, die vorn nicht geschlossen sind, nicht den Vorgaben der Berufsgenossenschaft zur Unfallverhütung. Das Gehen mit Gymnastiksandalen erfordert anfangs etwas Übung, weil sich die Füße erst an die starre Holzsohle und an die Notwendigkeit der Greifbewegung der Zehen gewöhnen müssen. Durch das Hochklappen des Sandalenbodens unter die Fußsohle beim „Abrollen“ entsteht ein Geräusch; umgangssprachlich wurden und werden sie deshalb auch als „Holzklepper“ oder „Klapperlatschen“ bezeichnet.

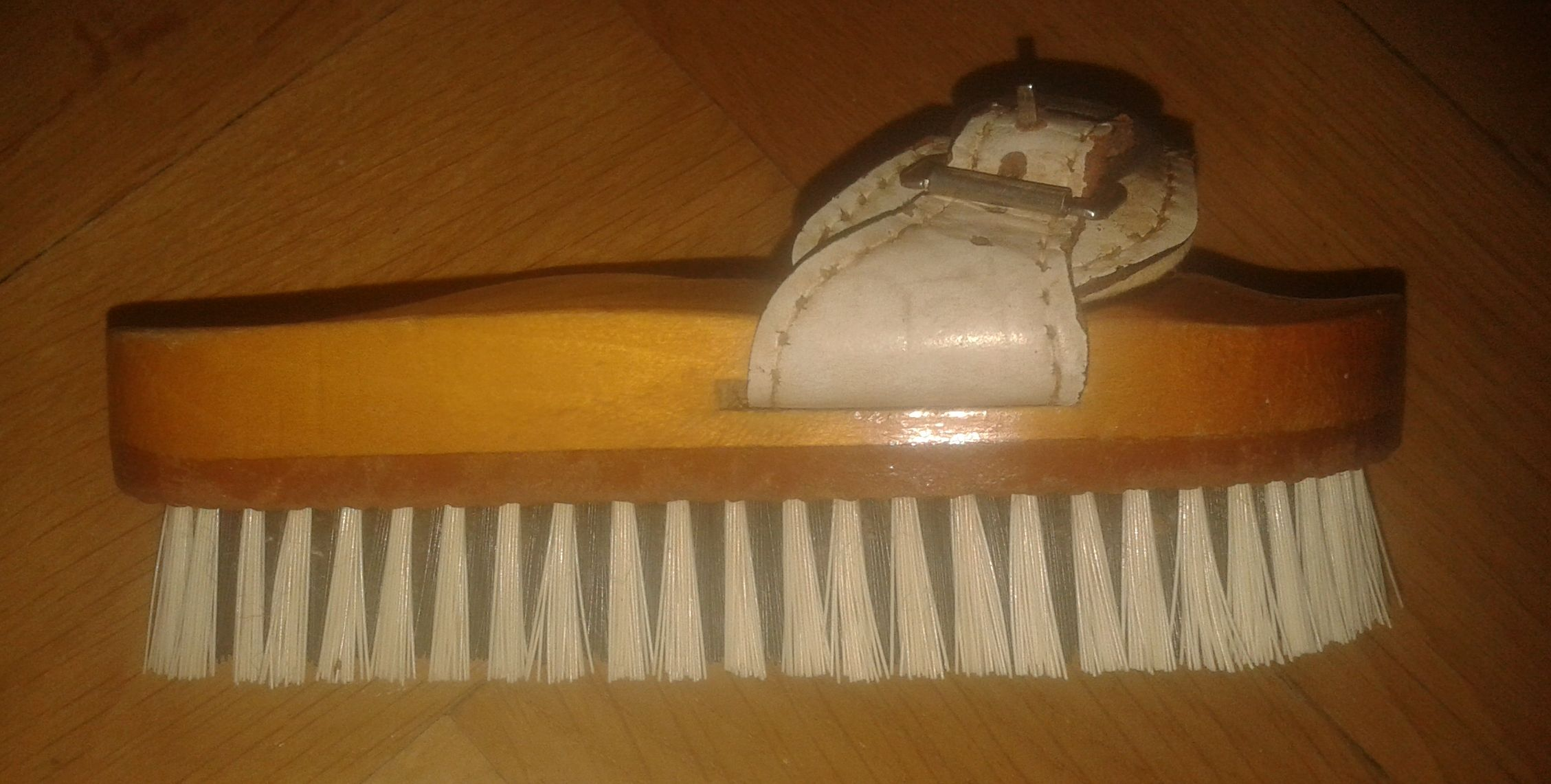
„Berkemann Sandalen-Bürstchen“, Schuhgröße 23, um 1970.

## Trivia
Vom Hersteller Berkemann wurden in den 1970er Jahren einzelne Gymnastiksandalen zu gebrauchsfähigen Schuhbürsten umgearbeitet und als „Berkemann Sandalen-Bürstchen“ vertrieben.